# Epieu (1903)
Epieu – francuski niszczyciel z początku XX wieku typu Arquebuse. Nazwa oznacza włócznia.
Podczas I wojny światowej służył na kanale La Manche (m.in. z "Javeline", "Sagaie, "Harpon").
Niszczyciel przetrwał wojnę. Został skreślony z listy floty 28 lutego 1921 roku i sprzedany na złom 20 maja 1922.